# Parocneria furva
Parocneria furva är en fjärilsart som beskrevs av John Henry Leech 1888. Parocneria furva ingår i släktet Parocneria och familjen tofsspinnare. Inga underarter finns listade i Catalogue of Life.